# Анастасиева къща (Бер)
 Тази статия е за къщата в Бер.  За къщата в Лерин вижте Анастасиева къща (Лерин).  
Анастасиевата къща (на гръцки: Αρχοντικό Αναστασίου) е историческа постройка в град Бер, Гърция.

## Местоположение
Сградата е разположена в бившия еврейски квартал Барбута и е последната сграда на квартала преди моста на Трипотамос.

## История
Построена е в 1882 година както е видно от надписа. Според местна традиция собственик е бил берският равин. Сградата е държавна собственост и в нея се помещава Държавният архив на Иматия.